# ランドルフ郡 (インディアナ州)

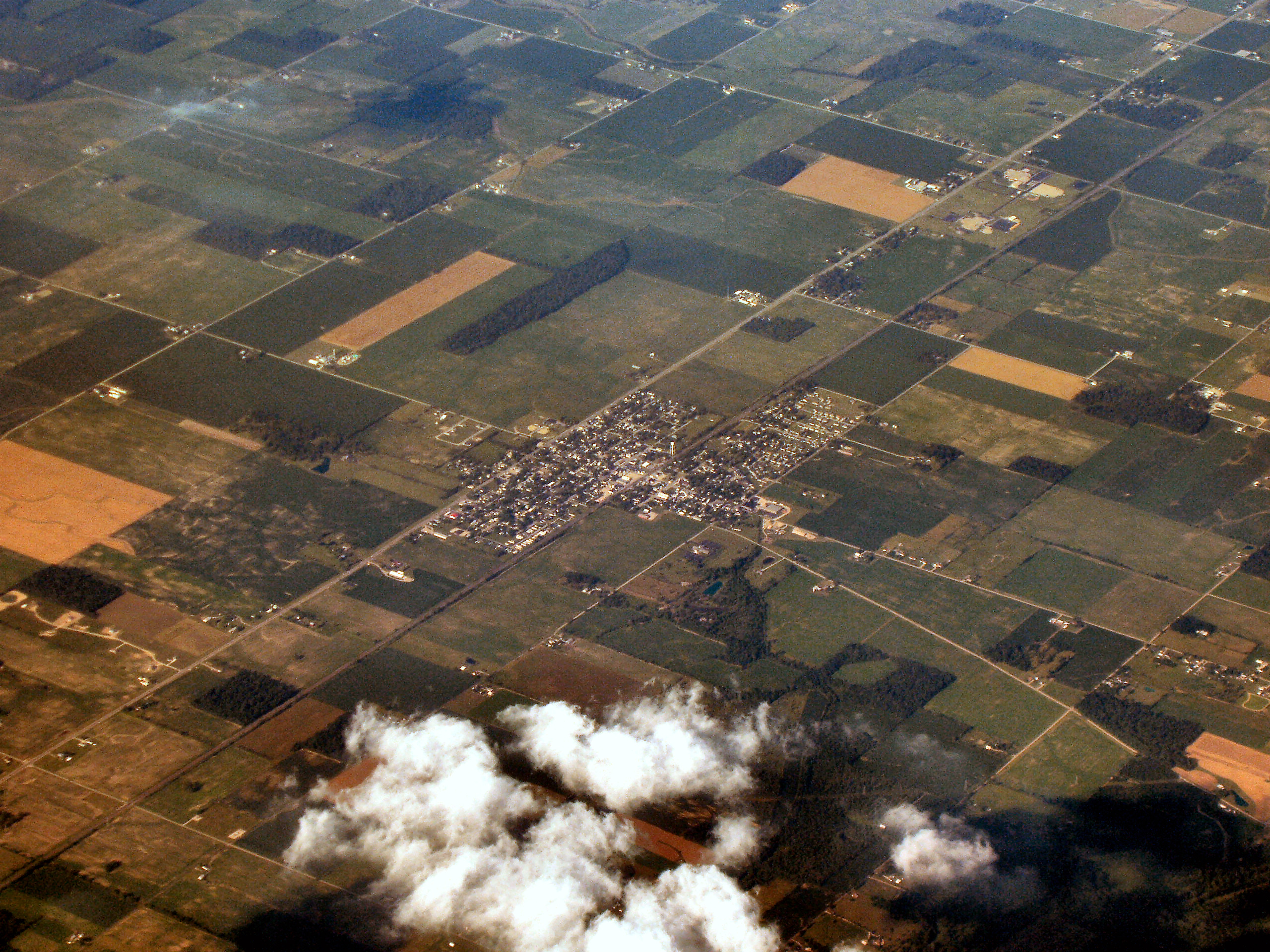
パーカーシティ上空

ランドルフ郡（Randolph County）は、アメリカ合衆国インディアナ州に位置する郡である。人口は2万4502人（2020年）。郡庁所在地はウィンチェスターである。

## 地理

インディアナ州内の位置

アメリカ合衆国統計局によると、この郡は総面積1,174 km2 (453 mi2) である。このうち1,173 km2 (453 mi2) が陸地で1 km2 (0 mi2) が水地域である。総面積の0.09%が水地域となっている。
ランドルフ郡はホワイト川 (w:White River) 及びホワイトウォーター川 (Whitewater River) の水源地である。

### 隣接する郡
- ジェイ郡  (北)
- ダーク郡 (オハイオ州)  (東)
- ウェイン郡  (南)
- ヘンリー郡 (南西)
- デラウェア郡 (西)

## 人口動静
2000年国勢調査で、この郡は人口27,401人、10,937世帯、及び7,798家族が暮らしている。人口密度は23/km2 (60/mi2) である。10/km2 (26/mi2) の平均的な密度に11,775軒の住居が建っている。この郡の人種的構成は白人98.06%、アフリカン・アメリカン0.26%、先住民0.18%、アジア0.15%、太平洋諸島系0.03%、その他の人種0.59%、及び混血0.73%である。ここの人口の1.22%がヒスパニックまたはラテン系である。
この郡内の住民は25.20%が18歳未満の未成年、18歳以上24歳以下が7.90%、25歳以上44歳以下が27.30%、45歳以上64歳以下が23.80%、及び65歳以上が15.80%にわたっている。中央値年齢は38歳である。女性100人ごとに対して男性は96.20人である。18歳以上の女性100人ごとに対して男性は92.80人である。
この郡の世帯ごとの平均的な収入は34,544米ドルであり、家族ごとの平均的な収入は40,855米ドルである。男性は30,951米ドルに対して女性は20,634米ドルの平均的な収入がある。この郡の一人当たりの収入 (per capita income) は16,954米ドルである。人口の11.10%及び家族の8.30%は貧困線以下である。全人口のうち18歳未満の15.70%及び65歳以上の8.30%は貧困線以下の生活を送っている。

## 都市及び町
- ウィンチェスター（郡庁所在地）
- ユニオンシティ
- パーカーシティ
- ファームランド
- リッチビル
- サラトガ
- Losantville
- Lynn
- Modoc